# Jan Morks (Jazzmusiker)

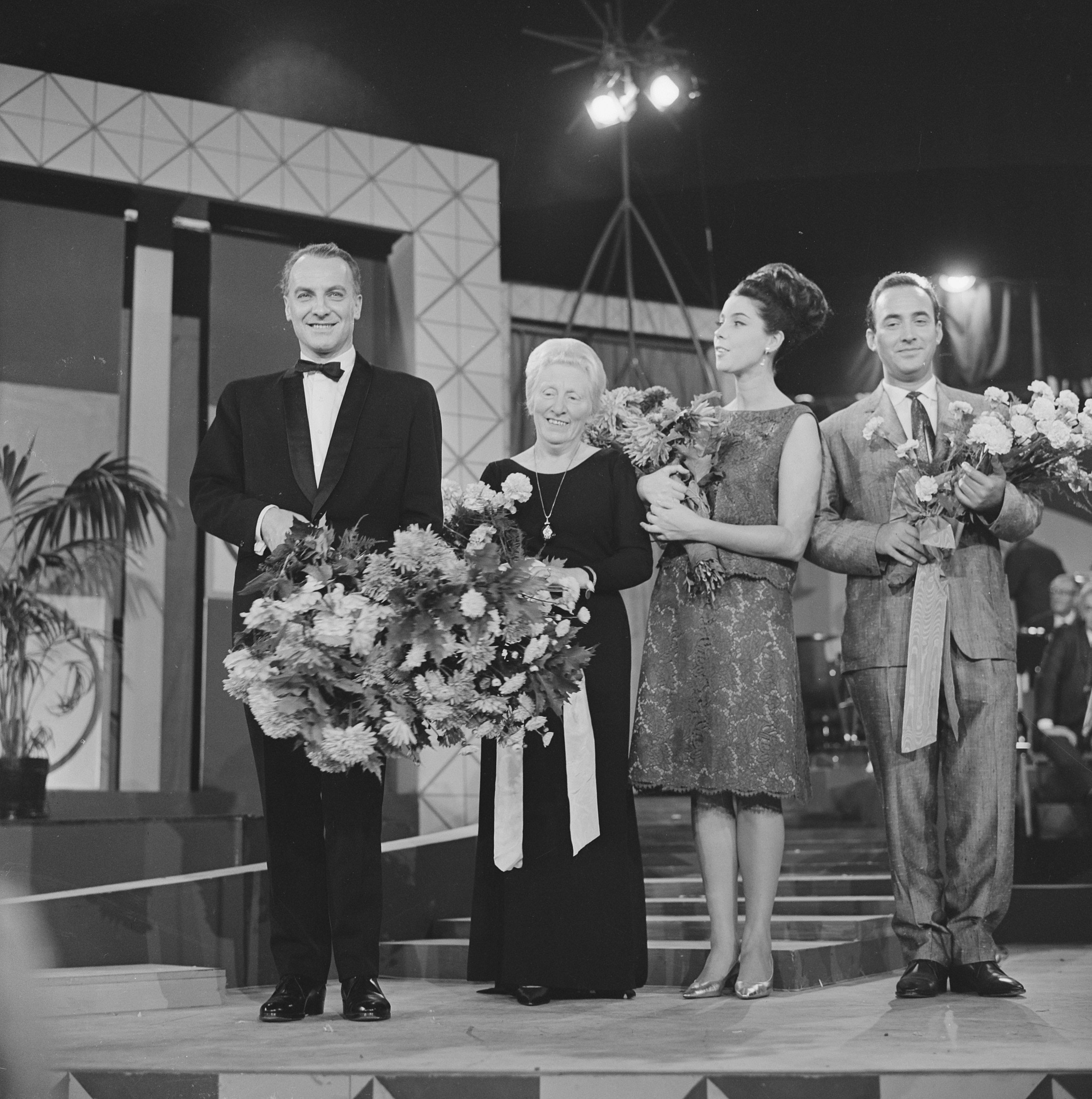
Grand Gala du Disque populaire (1963)
V. l. n. r. Wim Sonneveld, Paula van Alphen, Corry Brokken und Jan Morks

Jan Morks (* 14. Oktober 1925 in Padang; † 3. September 1984 in Den Haag) war ein niederländischer Jazzmusiker (Klarinette, Alt- und Tenorsaxophon, auch Schlagzeug).

## Leben und Wirken
Morks erhielt im Alter von 10 Jahren Klavierunterricht. Als Jugendlicher spielte er auch Gitarre und Kontrabass. Während des Krieges brachte er sich autodidaktisch das Klarinettenspiel bei. Zunächst spielte er traditionellen Jazz bei den Jolly Dixieland Pipers, aus denen sich Eric Krans Dixieland Pipers entwickelte. In der gleichen Zeit gehörte er auch für kurze Zeit zur Ultramarine Jazz Band von Aart Steffelaar. 1955 wurde er Nachfolger Peter Schilperoorts bei der Dutch Swing College Band, wo er auch am Schlagzeug aushalf. Beim Übergang zur Profiband war Morks der einzige Bläser, der im Orchester blieb.
Im März 1961 verließ er die Dutch Swing College Band und spielte bei der Down Town Jazz Band; daneben gründete er sein eigenes Quintett, mit dem er 1963 einen Edison im Jazzgenre gewann. Später spielte Morks mit Ted Easton und dann bei den wiedergegründeten Dixieland Pipers. Mit Martien Beenen und Joop Schrier wirkte er zudem in der Reunion Jazz Band. 1977 trat er als Solist mit dem Metropole Orkest auf. In den frühen 1980er Jahren gründete Morks mit den Jazz Mates erneut eine eigene Band; mit diesem Sextett nahm er 1984 eine CD auf.